# مسابقات قهرمانی بسکتبال آسیا ۱۹۸۳
مسابقات قهرمانی بسکتبال آسیا ۱۹۸۳ دوازدهمین دورهٔ قهرمانی آسیا برای مردان می‌باشد که از ۲۰ تا ۲۹ نوامبر در هنگ کنگ برگزار گردید.

## دور مقدماتی

### گروه A
| تیم     | بازی | برد | باخت | امتیاز برده | امتیاز باخته | تفاضل | امتیازات |
| ------- | ---- | --- | ---- | ----------- | ------------ | ----- | -------- |
| چین     | ۳    | ۳   | ۰    | ۳۴۴         | ۲۰۰          | ۱۴۴+  | ۶        |
| ایران   | ۳    | ۲   | ۱    | ۲۴۹         | ۲۱۳          | ۳۶+   | ۵        |
| اندونزی | ۳    | ۱   | ۲    | ۱۷۸         | ۲۸۳          | ۱۰۵–  | ۴        |
| پاکستان | ۳    | ۰   | ۳    | ۲۰۰         | ۲۷۵          | ۷۵–   | ۳        |

| ۲۰ نوامبر |

|  |

| ایران                             | ۹۰–۶۹ | پاکستان |
| امتیاز بر پایه نیمه: ۳۹–۳۲, ۵۱–۳۷ |       |         |

| ۲۰ نوامبر |

|  |

| چین                               | ۱۳۵–۵۸ | اندونزی |
| امتیاز بر پایه نیمه: ۷۶–۲۴, ۵۹–۳۴ |        |         |

| ۲۱ نوامبر |

|  |

| اندونزی                           | ۴۷–۸۵ | ایران |
| امتیاز بر پایه نیمه: ۲۳–۴۱, ۲۴–۴۴ |       |       |

| ۲۱ نوامبر |

|  |

| پاکستان                           | ۶۸–۱۱۲ | چین |
| امتیاز بر پایه نیمه: ۳۴–۶۲, ۳۴–۵۰ |        |     |

| ۲۲ نوامبر |

|  |

| ایران                             | ۷۴–۹۷ | چین |
| امتیاز بر پایه نیمه: ۳۹–۵۲, ۳۵–۴۵ |       |     |

| ۲۲ نوامبر |

|  |

| پاکستان                           | ۶۳–۷۳ | اندونزی |
| امتیاز بر پایه نیمه: ۳۲–۴۰, ۳۱–۳۳ |       |         |

### گروه B
| تیم       | بازی | برد | باخت | امتیاز برده | امتیاز باخته | تفاضل | امتیازات |
| --------- | ---- | --- | ---- | ----------- | ------------ | ----- | -------- |
| کرهٔ جنوبی | ۳    | ۳   | ۰    | ۳۷۰         | ۱۹۲          | ۱۷۸+  | ۶        |
| هنگ کنگ   | ۳    | ۲   | ۱    | ۳۰۲         | ۲۲۶          | ۷۶+   | ۵        |
| تایلند    | ۳    | ۱   | ۲    | ۲۱۶         | ۲۷۹          | ۶۳−   | ۴        |
| ماکائو    | ۳    | ۰   | ۳    | ۱۶۴         | ۳۵۵          | ۱۹۱−  | ۳        |

| ۲۰ نوامبر |

|  |

| هنگ کنگ                           | ۱۱۶–۵۰ | ماکائو |
| امتیاز بر پایه نیمه: ۵۷–۲۹, ۵۹–۲۱ |        |        |

| ۲۰ نوامبر |

|  |

| کرهٔ جنوبی                         | ۱۲۱–۵۰ | تایلند |
| امتیاز بر پایه نیمه: ۶۱–۲۵, ۶۰–۲۵ |        |        |

| ۲۱ نوامبر |

|  |

| ماکائو                            | ۴۶–۱۳۳ | کرهٔ جنوبی |
| امتیاز بر پایه نیمه: ۲۳–۷۵, ۲۳–۵۸ |        |           |

| ۲۱ نوامبر |

|  |

| تایلند                            | ۶۰–۹۰ | هنگ کنگ |
| امتیاز بر پایه نیمه: ۳۳–۴۳, ۲۷–۴۷ |       |         |

| ۲۲ نوامبر |

|  |

| کرهٔ جنوبی                         | ۱۱۶–۹۶ | هنگ کنگ |
| امتیاز بر پایه نیمه: ۶۳–۴۲, ۵۳–۵۴ |        |         |

| ۲۲ نوامبر |

|  |

| تایلند                            | ۱۰۶–۶۸ | ماکائو |
| امتیاز بر پایه نیمه: ۵۲–۳۸, ۵۴–۳۰ |        |        |

### گروه C
| تیم     | بازی | برد | باخت | امتیاز برده | امتیاز باخته | تفاضل | امتیازات |
| ------- | ---- | --- | ---- | ----------- | ------------ | ----- | -------- |
| ژاپن    | ۳    | ۳   | ۰    | ۲۴۵         | ۱۹۵          | ۵۰+   | ۶        |
| اردن    | ۳    | ۲   | ۱    | ۲۴۳         | ۲۱۸          | ۲۵+   | ۵        |
| مالزی   | ۳    | ۱   | ۲    | ۲۱۹         | ۲۲۶          | ۷−    | ۴        |
| سنگاپور | ۳    | ۰   | ۳    | ۱۸۳         | ۲۵۱          | ۶۸−   | ۳        |

| ۲۰ نوامبر |

|  |

| مالزی                             | ۷۴–۸۲ | اردن |
| امتیاز بر پایه نیمه: ۴۶–۳۲, ۲۸–۵۰ |       |      |

| ۲۰ نوامبر |

|  |

| ژاپن                              | ۸۸–۵۲ | سنگاپور |
| امتیاز بر پایه نیمه: ۳۷–۲۲, ۵۱–۳۰ |       |         |

| ۲۱ نوامبر |

|  |

| سنگاپور                           | ۶۶–۷۶ | مالزی |
| امتیاز بر پایه نیمه: ۳۲–۴۳, ۳۴–۳۳ |       |       |

| ۲۱ نوامبر |

|  |

| اردن                              | ۷۴–۷۹ | ژاپن |
| امتیاز بر پایه نیمه: ۴۰–۳۳, ۳۴–۴۶ |       |      |

| ۲۲ نوامبر |

|  |

| مالزی                             | ۶۹–۷۸ | ژاپن |
| امتیاز بر پایه نیمه: ۴۲–۳۹, ۲۷–۳۹ |       |      |

| ۲۲ نوامبر |

|  |

| سنگاپور                           | ۶۵–۸۷ | اردن |
| امتیاز بر پایه نیمه: ۳۴–۴۴, ۳۱–۴۳ |       |      |

### گروه D
| تیم     | بازی | برد | باخت | امتیاز برده | امتیاز باخته | تفاضل | امتیازات |
| ------- | ---- | --- | ---- | ----------- | ------------ | ----- | -------- |
| کویت    | ۲    | ۲   | ۰    | ۷۲          | ۵۷           | ۱۵+   | ۴        |
| هند     | ۲    | ۱   | ۱    | ۵۹          | ۷۰           | ۱۱–   | ۳        |
| فیلیپین | ۲    | ۰   | ۲    | ۰           | ۴            | ۴–    | ۰        |

| ۲۰ نوامبر |

|  |

| فیلیپین                 | ۰–۲ | کویت |
| جریمه به سبب نقض مقررات |     |      |

| ۲۱ نوامبر |

|  |

| کویت                              | ۷۰–۵۷ | هند |
| امتیاز بر پایه نیمه: ۲۴–۲۹, ۴۶–۲۸ |       |     |

| ۲۲ نوامبر |

|  |

| هند                     | ۲–۰ | فیلیپین |
| جریمه به سبب نقض مقررات |     |         |

- فیلیپین در ابتدا کویت را ۷۸–۵۷ و هند را ۹۰–۶۰ شکست داد و در صدر گروه قرار گرفت اما کنفدراسیون بسکتبال آسیا نتایج کسب شده توسط این تیم را در ۲۳ نوامبر ۱۹۸۳ پاک کرد و اعلام کرد جف مور و دنیس استیل، بازیکنان تغییر تابعیت داده، به دلیل سپری شدن زمان کوتاه از اقامت خود در فیلیپین، همچنان واجد شرایط برای بازی در این تیم نیستند.

## دور دوم

### رده‌بندی سیزدهم تا پانزدهم
| تیم     | بازی | برد | باخت | امتیاز برده | امتیاز باخته | تفاضل | امتیازات |
| ------- | ---- | --- | ---- | ----------- | ------------ | ----- | -------- |
| پاکستان | ۲    | ۲   | ۰    | ۱۹۶         | ۱۲۰          | ۷۶+   | ۴        |
| سنگاپور | ۲    | ۱   | ۱    | ۲۰۳         | ۱۵۶          | ۴۷+   | ۳        |
| ماکائو  | ۲    | ۰   | ۲    | ۱۲۸         | ۲۵۱          | ۱۲۳–  | ۲        |

| ۲۵ نوامبر |

|  |

| ماکائو                            | ۷۴–۱۳۷ | سنگاپور |
| امتیاز بر پایه نیمه: ۳۱–۶۸, ۴۳–۶۹ |        |         |

| ۲۶ نوامبر |

|  |

| پاکستان                           | ۱۱۴–۵۴ | ماکائو |
| امتیاز بر پایه نیمه: ۵۸–۲۷, ۵۶–۲۷ |        |        |

| ۲۹ نوامبر |

|  |

| پاکستان                           | ۸۲–۶۶ | سنگاپور |
| امتیاز بر پایه نیمه: ۴۶–۳۸, ۳۶–۲۸ |       |         |

### رده‌بندی نهم تا دوازدهم
| تیم     | بازی | برد | باخت | امتیاز برده | امتیاز باخته | تفاضل | امتیازات |
| ------- | ---- | --- | ---- | ----------- | ------------ | ----- | -------- |
| فیلیپین | ۳    | ۳   | ۰    | ۲۵۴         | ۲۱۳          | ۴۱+   | ۶        |
| تایلند  | ۳    | ۲   | ۱    | ۲۴۶         | ۲۲۴          | ۲۲+   | ۵        |
| مالزی   | ۳    | ۱   | ۲    | ۲۶۲         | ۲۵۱          | ۱۱+   | ۴        |
| اندونزی | ۳    | ۰   | ۳    | ۱۹۹         | ۲۷۳          | ۷۴–   | ۳        |

| ۲۴ نوامبر |

|  |

| اندونزی                           | ۶۵–۸۱ | تایلند |
| امتیاز بر پایه نیمه: ۳۹–۳۹, ۲۶–۴۲ |       |        |

| ۲۴ نوامبر |

|  |

| مالزی                             | ۸۰–۸۵ | فیلیپین |
| امتیاز بر پایه نیمه: ۳۶–۴۰, ۴۴–۴۵ |       |         |

| ۲۵ نوامبر |

|  |

| فیلیپین                           | ۹۵–۶۴ | اندونزی |
| امتیاز بر پایه نیمه: ۴۶–۲۳, ۴۹–۴۱ |       |         |

| ۲۵ نوامبر |

|  |

| تایلند                            | ۹۶–۸۵ | مالزی |
| امتیاز بر پایه نیمه: ۴۴–۳۹, ۵۲–۴۶ |       |       |

| ۲۸ نوامبر |

|  |

| اندونزی                           | ۷۰–۹۷ | مالزی |
| امتیاز بر پایه نیمه: ۳۶–۵۶, ۳۴–۴۱ |       |       |

| ۲۸ نوامبر |

|  |

| تایلند                            | ۶۹–۷۴ | فیلیپین |
| امتیاز بر پایه نیمه: ۲۷–۴۳, ۴۲–۳۱ |       |         |

### رده‌بندی پنجم تا هشتم
| تیم     | بازی | برد | باخت | امتیاز برده | امتیاز باخته | تفاضل | امتیازات |
| ------- | ---- | --- | ---- | ----------- | ------------ | ----- | -------- |
| ایران   | ۳    | ۳   | ۰    | ۱۷۲         | ۱۵۲          | ۲۰+   | ۶        |
| هند     | ۳    | ۱   | ۲    | ۲۳۹         | ۲۴۰          | ۱–    | ۴        |
| هنگ کنگ | ۳    | ۰   | ۳    | ۲۱۴         | ۲۶۱          | ۴۷–   | ۳        |
| اردن    | ۳    | ۲   | ۱    | ۱۷۴         | ۱۴۶          | ۲۸+   | ۰        |

| ۲۵ نوامبر |

|  |

| ایران                             | ۸۱–۷۱ | هنگ کنگ |
| امتیاز بر پایه نیمه: ۳۴–۲۷, ۴۷–۴۴ |       |         |

| ۲۵ نوامبر |

|  |

| اردن                              | ۸۰–۷۲ | هند |
| امتیاز بر پایه نیمه: ۴۲–۲۹, ۳۸–۴۳ |       |     |

| ۲۶ نوامبر |

|  |

| هند                               | ۸۱–۸۹ | ایران |
| امتیاز بر پایه نیمه: ۴۰–۴۱, ۴۱–۴۸ |       |       |

| ۲۶ نوامبر |

|  |

| هنگ کنگ                           | ۷۲–۹۴ | اردن |
| امتیاز بر پایه نیمه: ۳۴–۴۲, ۳۸–۵۲ |       |      |

| ۲۹ نوامبر |

|  |

| ایران         | ۲–۰ | اردن |
| عدم حضور رقیب |     |      |

| ۲۹ نوامبر |

|  |

| هنگ کنگ                           | ۷۱–۸۶ | هند |
| امتیاز بر پایه نیمه: ۴۱–۵۰, ۳۰–۳۶ |       |     |

- تیم اردن پس از بازگشت به خانه در ۲۶ نوامبر ۱۹۸۳ و باخت به ایران به سبب عدم انجام مسابقهٔ خود برابر این تیم، در ردهٔ هشتم جای گرفت.

### قهرمانی
| تیم       | بازی | برد | باخت | امتیاز برده | امتیاز باخته | تفاضل | امتیازات |
| --------- | ---- | --- | ---- | ----------- | ------------ | ----- | -------- |
| چین       | ۳    | ۳   | ۰    | ۲۸۱         | ۱۹۰          | ۹۱+   | ۶        |
| ژاپن      | ۳    | ۲   | ۱    | ۲۴۲         | ۲۳۹          | ۳+    | ۵        |
| کرهٔ جنوبی | ۳    | ۱   | ۲    | ۲۴۳         | ۲۴۵          | ۲–    | ۴        |
| کویت      | ۳    | ۰   | ۳    | ۱۵۴         | ۲۴۶          | ۹۲−   | ۳        |

| ۲۴ نوامبر |

|  |

| کرهٔ جنوبی                                         | ۸۸–۹۳ (OT) | ژاپن |
| امتیاز بر پایه نیمه: ۴۶–۴۴, ۳۴–۳۶ وقت اضافه: ۸–۱۳ |            |      |

| ۲۴ نوامبر |

|  |

| چین                               | ۸۴–۴۸ | کویت |
| امتیاز بر پایه نیمه: ۴۱–۲۷, ۴۳–۲۱ |       |      |

| ۲۶ نوامبر |

|  |

| ژاپن                              | ۷۰–۴۶ | کویت |
| امتیاز بر پایه نیمه: ۳۸–۲۴, ۳۲–۲۲ |       |      |

| ۲۶ نوامبر |

|  |

| چین                               | ۹۲–۶۳ | کرهٔ جنوبی |
| امتیاز بر پایه نیمه: ۵۰–۳۴, ۴۲–۲۹ |       |           |

| ۲۸ نوامبر |

|  |

| کرهٔ جنوبی                         | ۹۲–۶۰ | کویت |
| امتیاز بر پایه نیمه: ۵۱–۳۴, ۴۱–۲۶ |       |      |

| ۲۸ نوامبر |

|  |

| ژاپن                              | ۷۹–۱۰۵ | چین |
| امتیاز بر پایه نیمه: ۳۱–۶۱, ۴۸–۴۴ |        |     |

## دور نهایی

### مکان سوم
| ۲۹ نوامبر |

|  |

| کویت                              | ۶۰–۸۳ | کرهٔ جنوبی |
| امتیاز بر پایه نیمه: ۳۶–۴۵, ۲۴–۳۸ |       |           |

### نهایی
| ۲۹ نوامبر |

|  |

| چین                               | ۹۵–۷۱ | ژاپن |
| امتیاز بر پایه نیمه: ۴۹–۳۲, ۴۶–۳۹ |       |      |

## جدول نهایی
| رتبه | تیم       | رکورد |
| ---- | --------- | ----- |
| 1    | چین       | ۷–۰   |
| 2    | ژاپن      | ۵–۲   |
| 3    | کرهٔ جنوبی | ۵–۲   |
| ۴    | کویت      | ۲–۴   |
| ۵    | ایران     | ۵–۱   |
| ۶    | هند       | ۲–۳   |
| ۷    | هنگ کنگ   | ۲–۴   |
| ۸    | اردن      | ۴–۲   |
| ۹    | فیلیپین   | ۳–۲   |
| ۱۰   | تایلند    | ۳–۳   |
| ۱۱   | مالزی     | ۲–۴   |
| ۱۲   | اندونزی   | ۱–۵   |
| ۱۳   | پاکستان   | ۲–۳   |
| ۱۴   | سنگاپور   | ۱–۴   |
| ۱۵   | ماکائو    | ۰–۵   |

## جوایز
| قهرمان آسیا ۱۹۸۳     |
| -------------------- |
| · چین · پنجمین عنوان |

- باارزش‌ترین بازیکن (ام‌وی‌پی):
  -  Guo Yonglin
- تیم ستارگان (آل-استار):
  -  Guo Yonglin
  -  Lee Chung-hee
  -  مجید پاشا مقدم